# Penny Marshall
Carole Penny Marshall, född 15 oktober 1943 i Bronx i New York, död 17 december 2018 i Los Angeles, var en amerikansk skådespelare, filmproducent och regissör. Marshall regidebuterade med Jumpin' Jack Flash (1986). Senare regisserade hon Big (1988), Uppvaknanden (1990), Tjejligan (1992), Renaissance Man (1994), Preacher's Wife (1996) och Pojkarna i mitt liv (2001). Penny Marshall producerade även Cinderella Man (2005) och En förtrollad romans (2005) samt regisserade avsnitt av tv-serierna Jims värld och United States of Tara.

## Biografi
Marshall är främst känd för att ha haft en av huvudrollerna i tv-serien Laverne and Shirley från 1970-talet. Serien var en så kallad spinoff på tv-serien Gänget och jag, och skådespelare från de olika programmen medverkade ofta i det andra. Laverne and Shirley sändes fram till 1983. Serierna regisserades av hennes bror, Garry Marshall. 
Penny Marshall har efter detta arbetat som producent och regissör. Den mest kända filmen hon regisserat är förmodligen Big med Tom Hanks i huvudrollen. Hon har även spelat med i Simpsons, där hon gör rösten åt den elaka barnpassaren Mrs. Boltz.
Marshall var gift med filmregissören Rob Reiner 1971–1981, och hade därefter ett förhållande med sångaren Art Garfunkel i mitten av 1980-talet. 
Penny Marshall avled 2018 efter komplikationer med diabetes.

## Filmografi i urval
- 1972–1974 – Omaka par (TV-serie)
- 1975–1979 – Gänget och jag (TV-serie) (roll, fem avsnitt)
- 1976–1983 – Laverne and Shirley (TV-serie) (roll, 178 avsnitt)
- 1986 – Jumpin' Jack Flash (regi)
- 1988 – Big (regi)
- 1990 – Uppvaknanden (regi och produktion)
- 1990 – Simpsons (TV-serie) (avsnittet "Some Enchanted Evening")
- 1991 – Ett tufft jobb (roll)
- 1992 – Tjejligan (regi och produktion)
- 1994 – Renaissance Man (regi och produktion)
- 1996 – Preacher's Wife (regi)
- 2001 – Pojkarna i mitt liv (regi)
- 2005 – Cinderella Man (produktion)
- 2005 – En förtrollad romans (produktion)